# Comuna Pohrebneakî, Semenivka
Pohrebneakî (în ucraineană Погребняки) este o comună în raionul Semenivka, regiunea Poltava, Ucraina, formată din satele Demeanivka, Mîronî și Pohrebneakî (reședința).

## Demografie
Componența lingvistică a comunei Pohrebneakî
     Ucraineană (97,41%)
     Rusă (2,4%)
     Alte limbi (0,12%)
Conform recensământului din 2001, majoritatea populației comunei Pohrebneakî era vorbitoare de ucraineană (97,41%), existând în minoritate și vorbitori de rusă (2,4%).